# چاخرچمنی
چاخرچمنی یک روستا در ایران است که در دهستان ارشق غربی واقع شده‌است. چاخرچمنی ۱۹۲ نفر جمعیت دارد.